# 严家安
严家安（1917年—2000年12月3日），安徽省金寨县人，中国人民解放军将领、中国人民解放军少将。

## 生平
1929年参加中国工农红军，同年加入中国共产主义青年团，1935年加入中国共产党。历任班长、排长、副指导员、参谋、科长、团参谋长、支队长、分区参谋长、处长、副局长、武警司令部副参谋长、公安部队司令部参谋长、二炮副司令员兼参谋长等职。1955年被授予大校军衔，1962年晋升为少将军衔。荣获三级八一勋章、二级独立自由勋章、二级解放勋章。1988年7月被中央军委授予中国人民解放军一级红星功勋荣誉章。第四、五全国人大代表。